# Selvik
Selvik is een plaats in de gemeente Holmestrand in de Noorse provincie Vestfold. Selvik telt 1787 inwoners (2007) en heeft een oppervlakte van 1,33 km².